# Halaf-kultúra

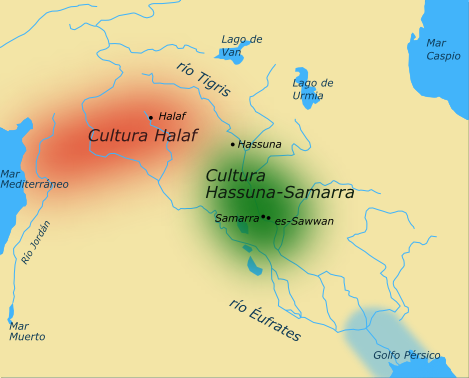
A Halaf-kultúra földrajzi elhelyezkedése.

A Halaf-kultúra egy olyan őskori kultúra, amely Tell el-Halafon töretlenül fejlődött a késői újkőkorszaktól. A település körülbelül i. e. 6100-tól i. e. 5400-ig élte virágkorát, i. e. 5600 körüli időben jelent meg a Halaf áru. Ezt az időszakot hívjuk Halaf időszaknak. A Halaf kultúrát Észak-Mezopotámiában i. e. 4400–4200 között az északi Ubaid-kultúra váltotta fel hosszú egymás mellett élés után. A Halaf áru csak i. e. 4200 körül tűnik el véglegesen. A település ezután hosszú ideig elhagyatott volt.

## Gazdaság
A lakosság természetes csapadékra hagyatkozó gazdálkodást folytatott, ez az esőztető földművelés. Ez a gazdálkodási mód a természetes csapadék kihasználásán alapul, az öntözés segítsége nélkül. Hasonló  gyakorlatot folytattak a föníciai városok is. Ez a földművelési mód nyilvánvaló előzménye az öntözéses gazdálkodásnak, amely az esőztető földművesek szárazabb területekre vándorlásával párhuzamosan alakult ki. Tönkebúzát (Triticum dicoccum), kétsoros árpát (Hordeum distichon) és lent (Linum) termesztettek, szarvasmarhát, juhot és kecskét tartottak.

## Építészet
Bár nem Halaf lelőhelyen, de néhány kiterjedt épületet is feltártak, ezek a tell arpacsijei toloszok, hosszú, négyszög alakú folyosókon keresztül megközelíthető kör alakú boltozatos építmények. Meglepően hasonlítanak a mükénéi kupolasírokhoz. Az építménytípus az i. e. 3. évezred alatt fokozatosan terjedt nyugat felé, i. e. 2500 után Krétán is megjelenik. Csak néhány ilyen építményt tártak fel. Ezeket sárból készült téglákból építették, néha kőalapokra és talán rituális használatra (az egyik nagyszámú női figurát tartalmaz). Más kör alakú építmények talán házak lehettek.
A halafi településeken kővel burkolt utcák is voltak és négy kerekű, küllős szekereket használtak.

## Halaf kerámia
A halafi kerámiák legismertebb jellemzőjét Halaf árunak hívják, melyet specializált fazekasok készítettek, festett lehetett, néha kettőnél több színt használtak (ún. többszínű – polikróm – kerámia) geometrikus és állati motívumokkal. A Halaf-kerámia más típusai is ismertek, köztük festetlen fazekak és égetett felületű kerámiák. Sok elmélet van a különböző kerámia stílusok kialakulásáról. Ma vitatott az az elmélet, hogy a kerámia régión belüli másolásból származik és hogy a helyi vezető réteg presztízstárgyaiként importálták.  A többszínű, festett Halaf-kerámiát nevezték a „kereskedelmi kerámiának” – exportra termelt kerámiának –, de minden halafi lelőhelyen túlsúlyban vannak a helyben készített festett kerámiák, erősítve a helyi fazekasműhelyek elméletét.
A Halaf kerámiát Észak-Mezopotámia más részein is megtalálták, úgymint Ninivében, Tepe Gawrán, Csagar Bazarban és több anatóliai (törökországi) lelőhelyen is, ami azt sejteti, hogy az széleskörűen elterjedt a régióban. Hasszunában a VI. rétegtől a XIII. rétegig folyamatosan jelen van. A szamarrai típussal nagyjából egy időben jelent meg, Szamarra IV. rétegben még a hasszunai kerámiai az uralkodó, de az V. rétegben megjelenik, majd felváltja a halaf áru. A folytonosság és egymás mellett élés itt is megfigyelhető, ahogyan a jellegzetes motívumok divathullámszerű terjedése.
Ott vannak továbbá, a halafi közösség által készített női figurák részben égetett agyagból, részben kőből és pecsétnyomók. A pecsétnyomók a személyi tulajdon koncepciója irányába való fejlődést jelzik, mint ahogy hasonló pecséteket használtak ilyen célból a későbbi időkben is. A halafi emberek kőből és agyagból készítették eszközeiket. A rezet ismerték, de nem használták eszközkészítésre.
A Halaf áru megjelenése és tartózkodása egyes fontosabb régészeti lelőhelyen:
- Tell el-Halaf – i. e. 5500–4500
- Ninive – i. e. 5000–4600 (= Ninive IIc áru)
- Hasszuna – i. e. 5000–4200
- Szamarra – i. e. 5000–4800
- Csogá-Mami – i. e. 5000–4000
- Arpacsije – i. e. 4900–4600
- Sagir-bazar – i. e. 4900–4500
- Tepe Gaura – i. e. 4700–4300

A fentiekből látható, hogy a halafi stílus már nagyjából félezer éve létezett, amikor hirtelen és nagy arányban kezdett terjedni i. e. 5000 körül. Egyes helyeken rövid divat volt, más helyeken akár egy évezredig is eltartott. Magán Tell Halafon már régen nem gyártottak Halaf árut, amikor Tepe Gaurában és Hasszunában még mindig.

## Fordítás
Ez a szócikk részben vagy egészben  a   Halaf culture című angol Wikipédia-szócikk fordításán alapul.  Az eredeti cikk szerkesztőit annak laptörténete sorolja fel. Ez a jelzés csupán a megfogalmazás eredetét és a szerzői jogokat jelzi, nem szolgál a cikkben szereplő információk forrásmegjelöléseként.

## További irodalom
- Article on reconstruction of Tell Halaf statues Archiválva 2011. június 8-i dátummal a Wayback Machine-ben (angolul)
- Project page for Tell Halaf and statue reconstruction (németül)

## Lásd még
- Tell el-Halaf